# Перевоз
Перевоз (рус. Перевоз) град је у Русији у Нижњеновгородској области.

## Становништво
| 1959. | 1970. | 1979. | 1989. | 2002. | 2010. |
| ----- | ----- | ----- | ----- | ----- | ----- |
| 2.470 | 4.383 | 6.235 | 8.313 | 9.386 | 9.201 |